# Hnutí SOL
Hnutí SOL nebo SOL je české politické hnutí nazývané také Sever otevřený lidem, dříve i jako Sdružení občanů Lesné vzniklé v roce 2014 z několika občanských iniciativ v městské části Brno-sever, které působí na komunální úrovni. Předsedou je Martin Maleček.
V komunálních volbách 2014 postavili kandidátku v městské části Brno-sever a vyhráli volby se ziskem 9 mandátů. Vítězství se ziskem 15 mandátů obhájili ve volbách v roce 2018. Ve stejných volbách (2018) měli i zastoupení na kandidátce STAN do městského zastupitelstva, ale získali jen 4,27 % a nedostali žádný mandát.
V krajských volbách 2020 spolupracovali v Jihomoravském kraji se STAN a předseda Maleček byl dvojkou kandidátky Starostové pro jižní Moravu.